# ديفيد فوغن الثالث
ديفيد فوغن الثالث (بالإنجليزية: David Vaughn III)‏ مواليد 23 مارس 1973 في تلسا، هو لاعب كرة سلة أمريكي سابق. بدأ مسيرته الاحترافية في سنة 1995. تم اختياره من قبل فريق أورلاندو ماجيك خلال الدرافت. يبلغ طوله 6 قدم 9 بوصة (2.1 م). اعتزل اللعب في 2003. أحرز خلال مسيرته في الإن بي إيه 341 نقطة بمعدل نقطتان في المباراة الواحدة.

## المسيرة الاحترافية
لعب مع أورلاندو ماجيك من سنة 1995 إلى 1997، ثم لعب مع غولدن ستايت ووريورز في موسم 1997–1998، ثم لعب مع شيكاغو بولز في سنة 1998، ثم لعب مع بروكلين نتس من سنة 1997 إلى 1999، ثم لعب مع بروكلين نتس في سنة 1999، ثم لعب مع كانتابريا في الدوري الإسباني في موسم 1999–2000، ثم لعب مع شرق أدنى في موسم 2000–2001، ثم لعب مع فيولا ريدجو كالابريا في الدوري الإيطالي في سنة 2001.

## روابط خارجية
- ديفيد فوغن الثالث على موقع إن بي أي (الإنجليزية)
- ديفيد فوغن الثالث على موقع سبورتس رفرنس (الإنجليزية)
- ديفيد فوغن الثالث على موقع الدوري الإسباني لكرة السلة (الإسبانية)
- ديفيد فوغن الثالث على موقع كرة السلة الأوروبية.كوم (الإنجليزية)
- ديفيد فوغن الثالث على موقع كلية كرة السلة في سبورتس رفرنس.كوم (الإنجليزية)
- ديفيد فوغن الثالث على موقع ريلجم (الإنجليزية)
- ديفيد فوغن الثالث على موقع بروبوليرز (الإنجليزية)
- ديفيد فوغن الثالث على موقع سبورتس رفرنس (الإنجليزية)